# アレクサンダル・ティルナニッチ
アレクサンダル・ティルナニッチ（セルビア語: Александар Тирнанић, ラテン文字転写: Aleksandar Tirnanić、1910年7月15日 - 1992年12月13日）は、セルビア（旧ユーゴスラビア）の元サッカー選手、サッカー指導者。ポジションはフォワード。

## 経歴
第二次世界大戦前にBSKでブラゴイェ・マリャノヴィッチとコンビを組み活躍した右ウィンガー。1930 FIFAワールドカップでユーゴスラビア代表の4位に貢献した。監督としてはユーゴスラビア代表を2度指揮した。